# 1984-es magyar fedett pályás atlétikai bajnokság
Az 1984-es magyar fedett pályás atlétikai bajnokság a 11. bajnokság volt, melyet február 3. és február 4. között rendeztek Budapesten, az Budapest Sportcsarnokban. Először rendezték meg a férfiaknál az 5000 méteres gyaloglást.

## Eredmények

### Férfiak
| Versenyszám      | Arany                            | Arany   | Ezüst                            | Ezüst   | Bronz                         | Bronz   |
| ---------------- | -------------------------------- | ------- | -------------------------------- | ------- | ----------------------------- | ------- |
| 60 m             | Kovács Attila Újpesti Dózsa      | 6,65    | Tatár István Bp. Honvéd          | 6,73    | Kiss Ferenc Csepel            | 6,76    |
| 200 m            | Roland Jockl Ausztria            | 21,24   | Nagy István Hevesi SE            | 21,38   | Bogumil Georgiev Bulgária     | 21,97   |
| 400 m            | Menczer Gusztáv Bp. Spartacus    | 47,11   | Kreszimir Demirev Bulgária       | 47,56   | Takács István Újpesti Dózsa   | 47,63   |
| 800 m            | Mirosław Żerkowski Lengyelország | 1:48,87 | Petru Drăgoescu Románia          | 1:48,88 | Dušan Malovec Csehszlovákia   | 1:50,77 |
| 1500 m           | Tóth László Bp. Honvéd           | 3:43,31 | Petru Drăgoescu Románia          | 3:43,84 | Lubomír Tesáček Csehszlovákia | 3:44,06 |
| 3000 m           | Robert Nemeth Ausztria           | 7:48,01 | Axel Krippschock NDK             | 7:48,38 | K. Szabó Gábor Debreceni MVSC | 7:48,93 |
| 60 m gát         | Jiří Hudec Csehszlovákia         | 7,68    | Jörg Naumann NDK                 | 7,70    | Bakos György Újpesti Dózsa    | 7,70    |
| 5000 m gyaloglás | Szálas János Bp. Honvéd          | 20:19,0 | Sztankovics Imre BEAC            | 20:43,5 | Andrásfai Endre Bp. Postás    | 20:47,0 |
| magasugrás       | Raus Károly Pécsi MSC            | 222 cm  | Jámbor József Építők SC          | 220 cm  | Németh Gyula Csepel SC        | 220 cm  |
| rúdugrás         | Mariusz Klimczyk Lengyelország   | 540 cm  | Anton Paskalev Bulgária          | 540 cm  | Salbert Ferenc Csepel SC      | 520 cm  |
| távolugrás       | Szalma László Vasas SC           | 810 cm  | Szenci László Tatabányai Bányász | 731 cm  | Kövesi Tibor Csepel SC        | 727 cm  |
| hármasugrás      | Georgi Pomaski Bulgária          | 16,55 m | Sári Kálmán Bakony Vegyész       | 16,09 m | Kiss Tibor MTK-VM             | 15,99 m |
| súlylökés        | Detlef Last NDK                  | 19,38 m | Vladislav Koncicky Csehszlovákia | 18,69 m | Nikolai Gemisev Bulgária      | 18,24 m |

### Nők
| Versenyszám | Arany                            | Arany   | Ezüst                           | Ezüst   | Bronz                               | Bronz   |
| ----------- | -------------------------------- | ------- | ------------------------------- | ------- | ----------------------------------- | ------- |
| 60 m        | Marlies Göhr NDK                 | 7,12    | Ines Schmidt NDK                | 7,22    | Elżbieta Woźniak Lengyelország      | 7,38    |
| 200 m       | Taťána Kocembová Csehszlovákia   | 22,96   | Sabine Rieger NDK               | 23,84   | Forgács Judit Tatabányai Bányász    | 24,08   |
| 400 m       | Forgács Judit Tatabányai Bányász | 53,41   | Katya Ilieva Bulgária           | 54,06   | Koródi Ibolya Románia               | 54,33   |
| 800 m       | Cristieana Cojocaru Románia      | 2:02,20 | Maria Radu Románia              | 2:02,47 | Vanya Goszpodinova Bulgária         | 2:02,78 |
| 1500 m      | Vanya Goszpodinova Bulgária      | 4:13,53 | Ivana Kleinová Csehszlovákia    | 4:13,92 | Fița Lovin Románia                  | 4:13,96 |
| 3000 m      | Anni Müller Ausztria             | 9:23,41 | Petrik Éva Bp. Honvéd           | 9:46,43 | Újhelyi Mária Debreceni Universitas | 9:48,78 |
| 60 m gát    | Cornelia Feuerbach NDK           | 8,01    | Kerstin Knabe NDK               | 8,12    | Siska Xénia Vasas SC                | 8,29    |
| magasugrás  | Heike Grabe NDK                  | 191 cm  | Tamara Malešev Jugoszlávia      | 184 cm  | Juha Olga Vasas SC                  | 184 cm  |
| távolugrás  | Gina Ghioroaie Románia           | 643 cm  | Novobáczky Klára Építők SC      | 622 cm  | Snežana Dančetović Jugoszlávia      | 610 cm  |
| súlylökés   | Horváth Viktória Haladás         | 16,41 m | Elekes Tünde Tatabányai Bányász | 15,47 m | Pallay Sándorné Diósgyőri VTK       | 14,68 m |